# Synagoge (Kirchheim an der Weinstraße)
Die Synagoge in Kirchheim an der Weinstraße, einer Ortsgemeinde im pfälzischen Landkreis Bad Dürkheim, wurde von 1884 bis 1890 errichtet. Das Gebäude auf dem Grundstück Hintergasse 29 überstand die Pogromnacht 1938 und den Zweiten Weltkrieg, wurde aber später profaniert und durchgreifend umgebaut.

## Beschreibung
Die Synagoge wurde im neuromanischen Stil nach Plänen des Architekten und bayerischen Baubeamten Johann Lehner ausgeführt, der als Bezirksbauschaffner in Frankenthal arbeitete. Die Straßenfront wird durch Lisenen gegliedert, an der Ostfassade befindet sich ein Risalit.

## Geschichte
Beim Novemberpogrom 1938 wurde die Synagoge geschändet, das Gebäude blieb aber erhalten. 1939 kam es in den Besitz der Gemeinde Kirchheim. Im Jahr 1945 erfolgte die Rückübertragung an die Jüdische Kultusgemeinde der Rheinpfalz, die es in den 1960er Jahren wieder verkaufte. Um 1970 wurde das Gebäude zu einem Wohnhaus umgebaut, wobei eine Zwischendecke in den Synagogenraum eingezogen wurde.